# Black Pride
Black Pride (укр. Чорна гордість) — це громадський рух та гасло, що спонукає темношкірих людей прославляти чорну культуру і приймати свою африканську спадщину. В США це було прямою відповіддю на білий расизм, особливо під час Руху за громадянські права. Пов'язаний активістський рух — Black Power (укр. Чорна міць).

## Мистецтво та музика
Чорна гордість - основна тема деяких творів популярних афро-американських музикантів. Пісні епохи Руху за громадянські права, такі як хіти The impressions "We`re a Winner"  та "Keep on Pushing" і "Say It Loud – I’m Black and I’m Proud" Джеймса Брауна відзначали Чорну гордість.

## Краса і мода
Стандарти краси - важлива тема чорної гордості. Чорна гордість була представлена в таких гаслах, як "чорне - красиве", що оскаржує стандарти білої краси. До руху Чорної гордості більшість чорношкірих випрямляли волосся або носили перуки. Повернення до природних стилів волосся, таких як афро та дреди, вважалися виразом Чорної гордості. 
У 1960-1970 -х роках тканину кенте та форму Чорних пантер носили у США як вирази Чорної гордості. Хустки іноді носили нації ісламу та інші члени руху чорних мусульман як вираз чорної гордості та символ віри. Інші жінки використовували хустки з африканськими принтами для прикриття волосся. Максін Лідс Крейг стверджує, що повністю чорні конкурси краси, такі як Міс Чорна Америка, були інституціоналізованими формами чорної гордості, створеними у відповідь на виключення з білих конкурсів краси.